# Tolypocladium cylindrosporum
Tolypocladium cylindrosporum är en svampart som beskrevs av W. Gams 1971. Tolypocladium cylindrosporum ingår i släktet Tolypocladium och familjen Ophiocordycipitaceae.   Inga underarter finns listade i Catalogue of Life.